# Misumenops candidoi
Misumenops candidoi är en spindelart som först beskrevs av Lodovico di Caporiacco 1948.  Misumenops candidoi ingår i släktet Misumenops och familjen krabbspindlar.
Artens utbredningsområde är Guyana. Inga underarter finns listade i Catalogue of Life.